# Zip drive

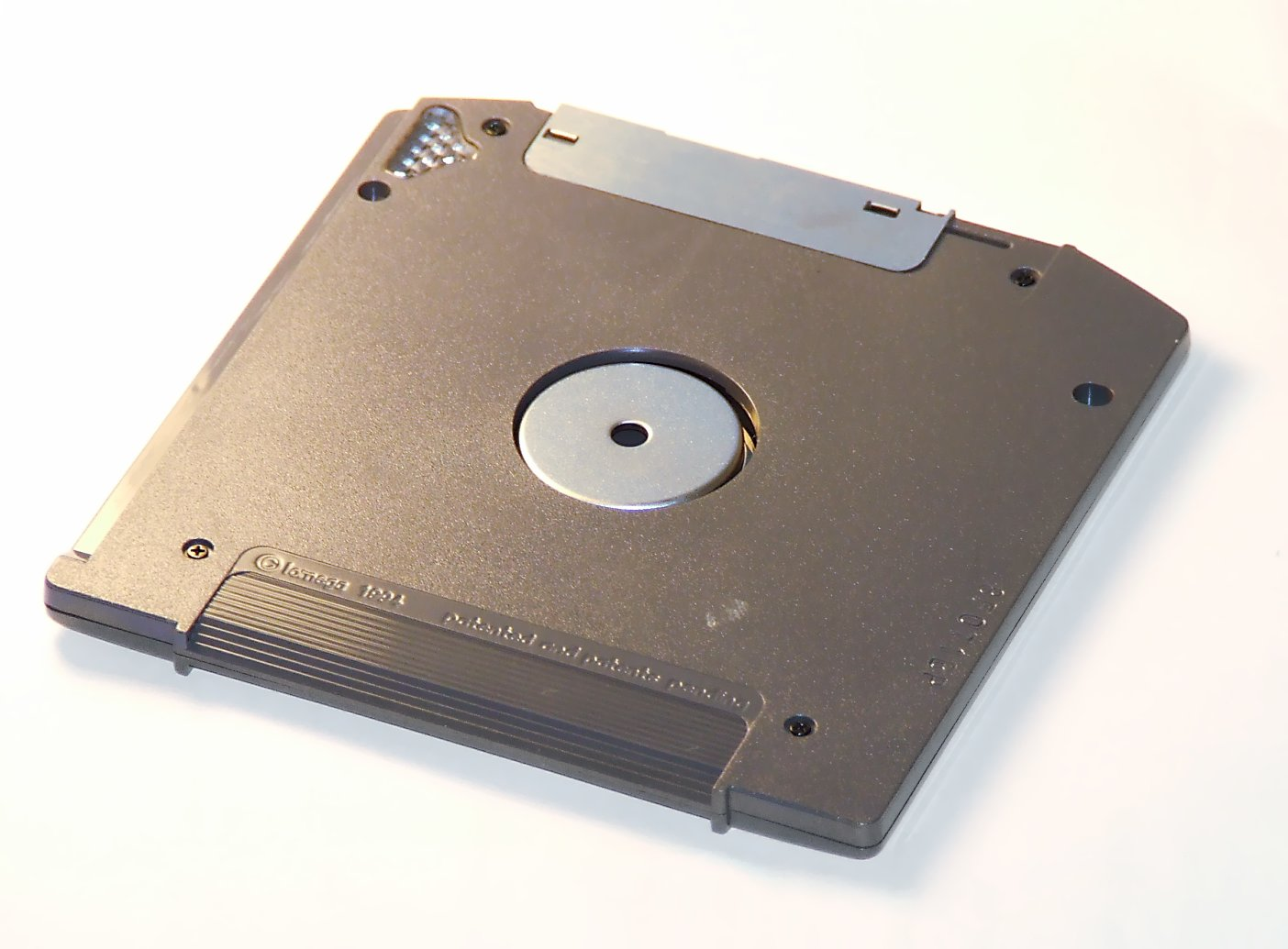
Disco do zip drive

O zip drive [zip dráiv]  é um sistema de disco removível de média capacidade, introduzido pela Iomega em 1994.
O zip drive foi baseado no sistema Bernoulli Box da própria Iomega; em ambos os sistemas, um jogo de cabeças de read/write é montado em atuadores lineares flutuando em cima de um disquete girando rapidamente montado em um cartucho robusto. O zip drive usa mídias menores (aproximadamente o tamanho de um disquete de 3,5 polegadas, em lugar dos discos de tamanho compacto das mídias Bernoulli).
Isto resultou em um disco que tem tudo da conveniência do disquete de 3,5 polegadas, mas armazena muito mais dados, com desempenho que é muito mais rápido que um floppy drive (entretanto, não diretamente competitivo com discos rígidos). O zip drive original teve uma taxa de transferência de dados de cerca de 1 megabytes por segundo e um tempo de busca de 28 milissegundos em média, comparado aos 500 kilobits por segundo de taxa de transferência de um disquete de 1,4 megabytes e várias centenas de milissegundos de tempo de busca.

## Capacidade

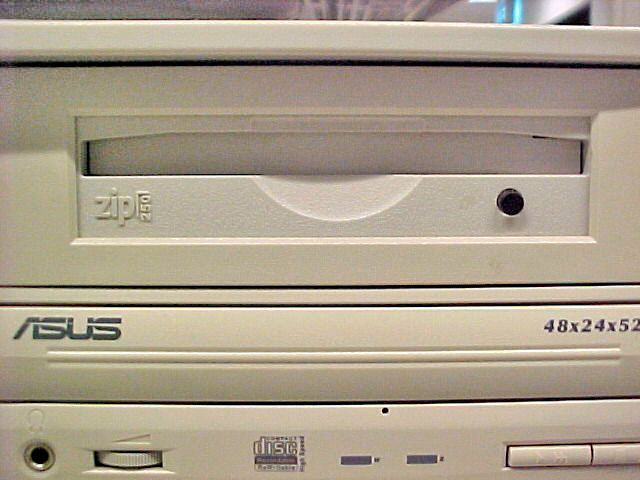
Drive interno de leitura

O zip drive inicial foi introduzido com uma capacidade de 100 megabytes e, logo, se tornou um sucesso, sendo utilizado para armazenar arquivos maiores que a capacidade de 1,44 megabytes de disquetes regulares. Com o tempo, a Iomega aumentou a capacidade para 250 megabytes e, depois, 750 megabytes, melhorando as velocidades de transferência de dados e o tempo de busca. Isso representou uma verdadeira revolução em armazenamento removível para a época.

## Mídia
A mídia zip é semelhante em tamanho vertical (mas mais grossa) aos disquetes 3,5. Para prevenir danos de drive e de disco, o lado inferior de da caixa da mídia zip tem algumas marcas no canto inferior para indicar o lado certo pelo qual o disco deve ser inserido.

## Compatibilidade
Os discos zip de capacidade mais altos devem ser usados em um drive com pelo menos a mesma habilidade de capacidade. Geralmente, drives de capacidade mais altos também controlam todas as mídias de mais baixa capacidade, embora drives de 250 megabytes sejam muito mais lentos que o 100 megabytes para escrever dados em um disco de 100 megabytes. Porém, o drive de 750 megabytes não pode escrever às mídias de 100 megabytes, que são mais baratas e as mais comuns.

## Características e Implementação

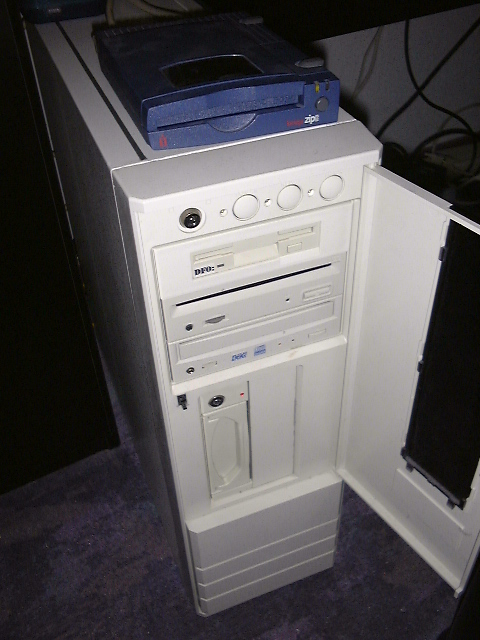
Drive externo de leitura (em azul)

Ao contrário dos outros formatos de disquete, a proteção contra gravação no zip é implementada no nível de software em vez de mecanicamente executada no hardware. A metadata no disco indica o estado de proteção que o drive de software executa então no sistema operacional. Isto significa que o disco deve ser carregado em um drive e acessado em um computador ativar a proteção contra cópia de tempo em tempo. Também significa que, teoricamente, um drive falso poderia ser criado para ignorar a bandeira de proteção contra cópia.
O zip drive também introduziu proteção de acesso a mídia por uma senha. Como proteção contra cópia, isto também é implementado no nível de software. Um efeito colateral desta implementação é que, em alguns modelos de drive, é possível enganar o software ao permitir acesso a um disco diferente do que ele acredita estar no drive, assim evitando a proteção de senha.

## Venda, problemas e licenciamento
As vendas de zip drives e discos despencaram continuamente de 1999 a 2003. Em setembro de 1998, a Iomega sofreu com uma ação judicial coletiva em cima de um tipo de falha do disco zip. Os discos zip também têm um custo relativamente alto por megabyte comparado aos custos cadentes de CD-R e a tecnologia de DVD±RW.
Os fornecedores de discos zip incluem: Iomega, Fujifilm, Verbatim e Maxell. A Epson também produziu um modelo de drive de 100 megabytes com a sua marca.
A Iomega também produziu uma linha de gravadores de CD externo usando a marca zip, chamados de ZipCD 650. Ele usava CD-R comuns e não teve nenhuma relação de formato com o zip drive magnético.